# 馬特羅西卡
45°20′42″N 28°46′33″E / 45.34500°N 28.77583°E
馬特羅斯卡（烏克蘭語：Матроска）是位於烏克蘭西南部的村莊，由敖德萨州伊茲梅爾區的薩夫亞尼市鎮負責管轄。該村始建於1843年，面積3.1平方公里，海拔高度9米，2001年人口2,259，人口密度每平方公里728.71人。